# Пятроните-Браженене, Рима
Рима Пятроните Браженене (лит. Rima Petronytė Bražėnienė; род. 23 мая 1970, Укмерге) — литовская баскетболистка, выступавшая в амплуа свингмэна. Чемпионка Европы 1997, награждена Медалью ордена великого князя литовского Гядиминаса

## Биография
Воспитанница вильнюсской баскетбольной школы.
В 1990 году после окончания педагогического университета начинает выступать за сильнейший клуб Литвы «Ришинкас-Швиса» в новообразованном чемпионате Литвы. За этот период баскетболистка становится 6-кратной чемпионкой национального первенства. В 1997 году баскетболистка выступает за «золотую» национальную сборную Литвы на чемпионате Европы в Венгрии, где выходила на площадку в трёх играх. Проведя в общей сложности 11 минут она ничем себя не проявила. После окончания европейского первенства Браженене покидает Литву и уезжает в Польшу, где проводит один сезон за «Олимпию» из Познани.
В 1996 году Рима переезжает в США и в 2001 году оканчивает университет Кеннесо, попутно играя за местную студенческую команду.
Последние свои годы баскетбольной карьеры Браженене проводит в Швейцарии. Также она выходит замуж за швейцарского велосипедиста. После завершения карьеры Рима со своей сестрой организуют бизнес в сфере медицинских восстановительных услуг.
В настоящий момент Рима Пятроните-Браженене является директором акционерного общества «UAB CERAGEM CENTRAS».

## Достижения
- Чемпион Европы: 1997
- Чемпион Литвы: 1989, 1990, 1991, 1992, 1993, 1995
- Бронзовый призёр чемпионата Польши: 1996